# František Kundert
František Kundert (Žižkov, 28 de julho de 1891 — data de morte desconhecido) foi um ciclista olímpico tcheco. Representou Boêmia nos Jogos Olímpicos de Verão de 1912; e para Tchecoslováquia em 1920 e 1924.